# Catch your DREAM
『Catch your DREAM』（キャッチ・ユア・ドリーム）は、2005年10月3日から2009年3月26日までテレビ北海道で放送されたドキュメンタリー番組。
毎回若き職人たち（例：農家、スポーツインストラクター、パテシィエ、ミュージシャン等）を1人ずつ取り上げていたミニ番組で、彼らが夢に向かって努力する姿を紹介していた。

## スポンサー
- コカ・コーラ - 番組開始当初は、同社の缶コーヒー「ジョージア」とのタイアップが行われていた。

## 放送時間
- 月曜日 22:54 - 23:00 （2005年10月 - 2007年12月）
- 木曜日 20:54 - 21:00 （2008年1月 - 2009年3月）